# Ніно Тібілашвілі
Тібілашвілі Ніно (груз. ნინო თიბილაშვილი; нар. 11 травня 1997 р.) — грузинська фехтувальниця на інвалідних візках. 
Займатись фехтуванням Ніно почала в 17 років, через 4 місяці вперше взяла участь у чемпіонаті світу в Угорщині. Тібілашвілі виграла дві бронзові медалі з фехтування на візках у віці до 23 років (на шаблях та рапірах). Ніно виграла титул чемпіонки світу з фехтування на візках (шабля) на чемпіонаті світу 2017 року в Польщі. Ніно Тібілашвілі має титул кращої фехтувальниці на візках у віці до 23 років. Ніно виграла срібло у змаганні з шаблі серед жінок на літніх Паралімпійських іграх 2020 року, які проходили в Токіо.

## Досягнення
| Місце проведення | Рік  | Турнір                        | Місце |
| ---------------- | ---- | ----------------------------- | ----- |
| Польща           | 2017 | Чемпіонат світу (до 23 років) | 2     |
| Польща           | 2017 | Чемпіонат світу (до 23 років) | 1     |
| Італія           | 2018 | Чемпіонат Європи              | 2     |
| Франція          | 2019 | Міжнародний чемпіонат         | 1     |
| Франція          | 2019 | Міжнародний чемпіонат         | 1     |
| ОАЕ              | 2019 | Чемпіонат світу (до 23 років) | 3     |
| ОАЕ              | 2019 | Чемпіонат світу (до 23 років) | 1     |
| Південна Корея   | 2019 | Чемпіонат світу               | 2     |
| Польща           | 2021 | Чемпіонат світу               | 1     |